# Sottogruppo normale
In teoria dei gruppi, il sottogruppo normale (o invariante) è un sottogruppo in cui i laterali sinistro e destro di ogni elemento del gruppo coincidono. 
In formule, il sottogruppo {\displaystyle K\subset G} è normale se
{\displaystyle gK=Kg}
per ogni elemento {\displaystyle g\in G}. Il fatto che {\displaystyle K} sia normale per {\displaystyle G} si indica con {\displaystyle K\triangleleft G}. 
I sottogruppi normali sono importanti perché permettono di definire il gruppo quoziente {\displaystyle G/K}.

## Definizioni equivalenti
Esistono numerosi modi equivalenti per definire un sottogruppo normale. Tra questi:
- K è un sottogruppo normale se viene mandato in sé da ogni automorfismo interno:

{\displaystyle \forall g\in G,k\in K\quad gkg^{-1}\in K}
- K è un sottogruppo normale se è chiuso rispetto all'operazione di coniugio

## Proprietà
- Se {\displaystyle K\triangleleft H\triangleleft G}, non è detto che {\displaystyle K\triangleleft G}. Infatti possono esserci isomorfismi non interni di {\displaystyle H} che sono isomorfismi interni di {\displaystyle G} e che non mandano {\displaystyle K} in sé. Per esempio, nel gruppo alterno {\displaystyle A_{4}} ci sono tre sottogruppi di ordine 2, e ognuno di essi è normale nell'unico sottogruppo (abeliano) di ordine 4, che è a sua volta normale in {\displaystyle A_{4}}. Ma i tre sottogruppi di ordine due sono permutati ciclicamente dall'automorfismo interno indotto da ogni elemento di {\displaystyle A_{4}} di ordine 3, e dunque nessuno di essi è normale in {\displaystyle A_{4}}.

Se però si aggiunge l'ipotesi che {\displaystyle K} sia caratteristico, in {\displaystyle H}, cioè mandato in sé da ogni automorfismo di {\displaystyle H}, si ha che effettivamente {\displaystyle K\triangleleft G}.

## Esempi
- In un gruppo abeliano, ogni sottogruppo è normale.
- Il nucleo di un omomorfismo h: G → H è un sottogruppo normale di G.
- I sottogruppi {e} e G (il più piccolo ed il più grande fra i sottogruppi di G) sono sempre normali. Se sono gli unici sottogruppi normali, il gruppo si dice semplice.
- Il gruppo delle traslazioni dello spazio euclideo è un sottogruppo normale del gruppo dei movimenti rigidi dello spazio. Ad esempio, in tre dimensioni: se si ruota, poi si trasla, e infine si ruota nell'altro verso, si ottiene una traslazione (che può essere diversa da quella iniziale).
- L'intersezione di una famiglia di sottogruppi normali è normale.
- L'immagine inversa tramite omomorfismo di un sottogruppo normale è normale. Invece l'immagine di un sottogruppo normale tramite un omomorfismo non è necessariamente normale.
- Prodotto di gruppi normali in un prodotto di gruppi è normale.
- Ogni sottogruppo di indice 2 è normale. Più in generale, se l'indice del sottogruppo {\displaystyle H} del gruppo finito {\displaystyle G} è il più piccolo numero primo che divide l'ordine di {\displaystyle G}, allora {\displaystyle H} è un sottogruppo normale di {\displaystyle G}.